# Dekanat Unisław
Dekanat Unisław – jeden z 24 dekanatów w rzymskokatolickiej diecezji toruńskiej.

## Historia
Dekanat unisławski powstał 2 grudnia 2001 roku w ramach reorganizacji struktur diecezjalnych, którą przeprowadził ówczesny biskup toruński Andrzej Suski. 

## Parafie
Lista parafii (stan z 10 listopada 2018):
| Lp | Miejscowość / parafia                                                  | Proboszcz / administrator          | Zdjęcie |
| -- | ---------------------------------------------------------------------- | ---------------------------------- | ------- |
| 1  | Boluminek parafia św. Wojciecha i św. Katarzyny                        | ks. kan. Tadeusz Myszk             |         |
| 2  | Czarże parafia Narodzenia Najświętszej Maryi Panny                     | ks. kan. Mirosław Kaźmierski       |         |
| 3  | Grzybno parafia św. Michała Archanioła                                 | ks. kan. Piotr Adam Kociniewski    |         |
| 4  | Kijewo Królewskie parafia św. Wawrzyńca                                | ks. kan. Szczepan Średziński       |         |
| 5  | Nawra parafia św. Katarzyny Aleksandryjskiej                           | ks. kan. Tadeusz Andrzej Kozłowski |         |
| 6  | Ostromecko parafia św. Mikołaja, św. Stanisława i św. Jana Chrzciciela | ks. Piotr Sacha                    |         |
| 7  | Trzebcz Szlachecki parafia Wniebowzięcia Najświętszej Maryi Panny      | ks. Mariusz Stanisław Malinowski   |         |
| 8  | Unisław parafia św. Bartłomieja                                        | ks. kan. Marek Wiesław Linowiecki  |         |